# César Lattes
Cesare Mansueto Giulio Lattes (Curitiba, 11 de julio de 1924-Campinas, 8 de marzo de 2005), conocido como César Lattes, fue un físico experimental brasileño. Codescubrió el pion, una partícula subatómica compuesta formada por un cuark y un antiquark. 

## Biografía y carrera

### Primeros años
Lattes nació en el seno de una familia judía de italianos inmigrantes en Curitiba, en el estado de Paraná, en el sur de Brasil. Realizó sus primeros estudios en aquella ciudad y en São Paulo, graduándose de matemática y física en la Universidad de São Paulo, en 1943. Lattes formó parte de un grupo de jóvenes físicos brasileños que trabajaron con profesores europeos como Gleb Wataghin (1899-1986) y Giuseppe Occhialini (1907-1993). Sus compañeros, que también llegaron a ser importantes científicos, fueron Oscar Sala, Mário Schenberg, Roberto Salmeron, Marcelo Damy de Souza Santos y Jayme Tiomno. Con 23 años de edad, fue uno de los fundadores del Centro Brasileiro de Pesquisas Físicas (Centro Brasileño de Investigaciones Físicas, CBPF) de Río de Janeiro.

### Trayectoria científica
Entre 1946 y 1948, Lattes comenzó su principal línea de investigación, los estudios sobre la radiación cósmica. En febrero de 1946 viajó a Inglaterra, para unirse a su maestro Occhialini que había llegado el año anterior, para trabajar en el grupo dirigido por Cecil Frank Powell (1903-1969), en el Laboratorio de Física H. H. Wills de la Universidad de Bristol. Tras mejorar una nueva emulsión nuclear usada por Powell, pidió a Kodak Co. adicionar más boro a ella. En 1947,  colaboró con Powell, Occhialini y Hugh Muirhead en el descubrimiento experimental de una nueva partícula atómica, el mesón pi (o pion), el cual se desintegra en un nuevo tipo de partícula, el méson mu (muon). Lattes comenzó entonces a escribir un trabajo para la revista Nature. Ese mismo año fue responsable del cálculo de la masa de la nueva partícula, tras un meticuloso trabajo. En abril de 1947 visitó  el Observatorio Astrofísico de Chacaltaya, Bolivia, de 5.200 metros de altura, y utilizó placas fotográficas para registrar los rayos y revelar más "sucesos de desintegración de piones". Un año más tarde, trabajando con Eugene H. Gardner (1913-1950) en la Universidad de  Berkeley, Lattes fue capaz de detectar la producción artificial de piones en el ciclotrón del laboratorio, bombardeando átomos de carbono con partículas alfa. Sólo tenía 24 años de edad.
En 1949, Lattes volvió a su país como profesor e investigador en la Universidad Federal de Río de Janeiro y en el Centro Brasileño de Investigaciones Físicas. Tras una breve estancia en los Estados Unidos (de 1955 a 1957), volvió a Brasil aceptando un cargo en su alma mater, el Departamento de Física de la Universidad de São Paulo.

### Trabajo como docente y vida posterior
En 1967, Lattes aceptó un puesto de profesor titular en el recién creado Instituto Gleb Wataghin de Física de la Universidad Estatal de Campinas (Unicamp), que ayudó a fundar. Se convirtió también en presidente del Departamento de Rayos Cósmicos, Cronología, Altas Energías y Leptones. En 1969, él y su grupo descubrieron la masa de las llamadas bolas de fuego, un fenómeno espontáneo que ocurre durante las colisiones naturales de alta energía, y que fue detectado por medio de placas especiales de emulsión nuclear con cámara de plomo inventadas por él, y colocadas en la cima del Chacaltaya en los Andes Bolivianos.
Lattes se jubiló en 1986, año en que recibió de la Unicamp los títulos de doctor honoris causa y profesor emérito. Tras su jubilación siguió viviendo en una casa de la zona suburbana muy cercana al campus de la Universidad. 

## Muerte
Murió de un infarto agudo de miocardio el 8 de marzo de 2005 en Campinas, São Paulo.

## Legado
Lattes es uno de los físicos brasileños más distinguidos y honrados, y su trabajo fue fundamental para el desarrollo de la física atómica. Fue también un gran líder científico de la física brasileña y una de las principales personalidades que impulsaron la creación del importante Consejo Nacional de Investigación de Brasil (Conselho Nacional de Desenvolvimento Científico e Tecnológico). Debido a su contribución en este proceso, la base de datos científica nacional brasileña, la Plataforma Lattes, recibió su nombre. 
Figura como uno de los pocos científicos brasileños en la Encyclopædia Britannica. Aunque fue el principal investigador y el primer autor del histórico artículo de Nature en el que se describía el pion, Cecil Powell fue el único galardonado con el Premio Nobel de Física en 1950 por "su desarrollo del método fotográfico para estudiar los procesos nucleares y sus descubrimientos relativos a los mesones realizados con este método". La razón de este aparente olvido es que la política del Comité Nobel hasta 1960 era conceder el premio únicamente al jefe del grupo de investigación. Recibió el premio TWAS en 1987. Tras su muerte, la UNICAMP decidió dar su nombre a la biblioteca central.
El álbum Quanta de Gilberto Gil, ganador de un Grammy en 1998, incluye una canción dedicada a Lattes, titulada «Ciência e Arte».